# K–278 Komszomolec

A K–278 jellegrajza

A K–278 Komszomolec (oroszul: К–278 Комсомолец) szovjet 685 Plavnyik típusú (NATO-kódja: Mike-class) atommeghajtású vadásztengeralattjáró, amelyet 1983-ban állított szolgálatba a Szovjet Haditengerészet. 

## Története
Építése 1978-ban kezdődött a szerverodvinszki Szevmas hajógyárban. 1983 júniusában bocsátották vízre és még ugyanabban az évben szolgálatba is állították az Északi Flottánál. Honi kikötője a Zapadnaja Lica haditengerészeti bázis volt. 
1989. április 7-én, harmadik bevetéséről történő visszatérése közben tűz ütött ki a fedélzeten és a hajó elsüllyedt. A Komszomolec volt a 685-ös tervszámú hajótípus egyetlen megépített példánya, amelyet a későbbi negyedik generációs szovjet atomtengeralattjárókhoz tervezett műszaki megoldások kipróbálására építettek. Annak ellenére, hogy alapvetően tesztelési célból készült, a hajó fegyverzettel felszerelt teljes értékű hadihajó volt. 1989-ben kapta a Komszomolec nevet, addig csak a K–278 hadrendi jelzést viselte.

### Balesete
1989. április 7-én tűz ütött ki a fedélzetén, aminek következtében a Norvég-tengerren lévő Medve-sziget (Bjørnøya) mellett 250 km-rel elsüllyedt, a fedélzeten hordozott két, nukleáris robbanófejjel ellátott torpedóval együtt. A tengeralattjárón lévő 69 fős legénységből 42-en életüket vesztették. A roncs 1680 méteres mélységben található.
A roncsot - norvég nyomásra indított felderítés nyomán - az Orosz Tudományos Akadémia Sirsov Oceanográfiai Intézetének Akagyemik Msztyiszlav Keldis nevű oceanográfiai kutatóhajó, illetve annak MIr nevű mélyvízi kutató-tengeralattjárója fedezte fel.
Már az 1990-es évektől mértek megemelkedett sugárzási szinteket a baleset helyszínének térségében. A 2007-es orosz expedíciót követően 2019-ben újabb felderítő expedíciót indítottak oroszországi és norvég kutatók, hogy felmérjék a tengeralattjáró jelenlegi állapotát, és a sugárzás mértékét. A méréseik szintje 100 becquerel literenként.